# Les Martres-de-Veyre
Les Martres-de-Veyre är en kommun i departementet Puy-de-Dôme i regionen Auvergne-Rhône-Alpes i centrala Frankrike. Kommunen ligger i kantonen Veyre-Monton som tillhör arrondissementet Clermont-Ferrand. År 2022 hade Les Martres-de-Veyre 3 786 invånare.

## Befolkningsutveckling
Antalet invånare i kommunen Les Martres-de-Veyre
| Referens: INSEE |